# Línea de nieve
En climatología y topografía, la línea de nieve es el límite irregular entre una superficie cubierta de nieve y otra sin nieve. La línea de nieve real puede ajustarse estacionalmente y ser significativamente más alta en terrenos elevados, o más baja. La línea de nieve permanente es el nivel por encima del cual la nieve se mantiene a lo largo de todo el año. 

## Concepto
Línea de nieve es un término general que se refiere a diferentes interpretaciones del límite entre la superficie cubierta de nieve y la superficie libre de nieve. Las definiciones de la línea de nieve pueden tener diferentes enfoques temporales y espaciales. En muchas regiones, la línea cambiante de la nieve refleja la dinámica estacional. La altura final de la línea de nieve en un entorno de montaña al final de la temporada de fusión está sujeta a la variabilidad climática y, por lo tanto, puede ser diferente de un año a otro. La línea de nieve se mide con cámaras automáticas, fotografías aéreas o imágenes de satélite. Otra fórmula de cálculo es la corrección de la altura de la isoterma cero. Debido a que la línea de nieve se puede establecer sin mediciones en el terreno, se puede medir en áreas remotas y de difícil acceso. Por lo tanto, la línea de nieve se ha convertido en una variable importante en los modelos hidrológicos, siendo fundamental para la estimación de caudales máximos y mínimos, especialmente en cuencas de régimen mixto y sin información fluviométrica, teniendo una influencia directa en la estimación de modelos de escorrentía y precipitación.
La elevación promedio de una línea de nieve transitoria se denomina "línea de nieve climática" y se utiliza como parámetro para clasificar regiones según las condiciones climáticas. El límite entre la zona de acumulación y la zona de ablación en los glaciares se llama "línea de nieve anual". La región del glaciar por debajo de esta línea de nieve estaba sujeta a derretirse en la temporada anterior. El término "línea de nieve orográfica" se utiliza para describir el límite de nieve en superficies distintas de los glaciares. El término "línea de nieve regional" se utiliza para describir grandes áreas. La "línea de nieve permanente" es el nivel por encima del cual la nieve caerá todo el año.
En el hemisferio norte, la línea de nieve en las laderas orientadas al norte está a una altitud menor, ya que las laderas orientadas al norte reciben menos luz solar (irradiación solar) que las laderas orientadas al sur.

## Niveles aproximados
| Región                                            | Latitud | Línea de nieve |
| Svalbard                                          | 78°N    | 0300–600 m     |
| Groenlandia                                       | 70°N    | 0100–500 m     |
| Escandinavia a la altura del círculo polar ártico | 67°N    | 1,000–1,500 m  |
| Islandia                                          | 65°N    | 0700–1,100 m   |
| Siberia oriental                                  | 63°N    | 2,300–2,800 m  |
| Escandinavia meridional                           | 62°N    | 1,200–2,200 m  |
| Mango de Alaska                                   | 58°N    | 1,000–1,500 m  |
| Kamchatka (costa)                                 | 55°N    | 700–1,500 m    |
| Kamchatka (interior)                              | 55°N    | 2,000–2,800 m  |
| Alpes (ladera norte)                              | 48°N    | 2,500–2,800 m  |
| Alpes centrales                                   | 47°N    | 2,900–3,200 m  |
| Alpes (ladera sur)                                | 46°N    | 2,700–2,800 m  |
| Montañas del Cáucaso                              | 43°N    | 2,700–3,800 m  |
| Pirineos                                          | 43°N    | 2,600–2,900 m  |
| Gran Sasso d'Italia                               | 42°N    | 2,600–2,800 m  |
| Montes Pónticos                                   | 41°N    | 3,800–4,300 m  |
| Montañas Rocosas                                  | 40°N    | 2,100–3,350 m  |
| Karakoram                                         | 36°N    | 5,400–5,800 m  |
| Transhimalaya                                     | 32°N    | 6,300–6,500 m  |
| Himalaya                                          | 28°N    | 6,000 m        |
| Pico de Orizaba                                   | 19°N    | 5,100–5,500 m  |
| Pico Cristóbal Colón                              | 11°N    | 5,000–5,500 m  |
| Montañas Rwenzori                                 | 1°N     | 4,700–4,800 m  |
| Monte Kenia                                       | 0°      | 4,600–4,700 m  |
| Andes en Ecuador                                  | 1°S     | 4,800–5,000 m  |
| Cordillera Central de Nueva Guinea                | 2°S     | 4,600–4,700 m  |
| Kilimanjaro                                       | 3°S     | 5,500–5,600 m  |
| Andes en Bolivia                                  | 18°S    | 6,000–6,500 m  |
| Andes en Chile                                    | 30°S    | 5,800–6,500 m  |
| Alpes Australianos                                | 36°S    | 1,500–2,200 m  |
| Monte Ruapehu, Nueva Zelanda                      | 37°S    | 2,500–2,700 m  |
| Alpes Neozelandeses                               | 43°S    | 1,600–2,700 m  |
| Tierra del Fuego                                  | 54°S    | 0800–1,300 m   |
| Antártida                                         | 70°S    | 00–400 m       |